# 龍水站 (日本)
龍水站（日语：／ Ryūgamizu eki */?）是位於鹿兒島縣鹿兒島市吉野町，九州旅客鐵道（JR九州）的日豐本線車站。列車由重富站起便一直與國道10號並排，沿薩摩半島東岸的鹿兒島灣海岸前進，直至到鹿兒島市中心，途中長約13公里的路段，中途就只有本站一個中途站。
雖然面向鹿兒島灣，但另一邊卻是陡斜的山坡，沿線平地不多，且鮮有民居（見下段），因此客量十分低，通常只有慕名而來的鐵道迷才會在此站出入。亦因為此，隨2022年10月份JR九州在進行時間表改正時，大幅減少停靠本站的普通列車，約1小時才有一班停靠，有近半數的普通列車均會通過此站而不停靠。

## 概要
過往，這一帶雖然地勢陡斜，但仍然有相當部份的民眾居住於此，他們的屋會以山坡而建，附近亦有學校、商店等其他設施。然而，1993年8月6日，鹿兒島市及周邊地區降下暴雨，錄得一小時降雨量達99毫米、全日降雨量259毫米的記錄，而龍水一帶，當時發生了因大雨而引導大規模及大面積的山泥傾瀉，其中在本站，山泥傾瀉正面衝擊站房，並通過出入口及兩邊進入路軌範圍，繼而把兩列靠在本站避難的列車沖毀，事故令三名在站房避難的乘客死亡，也令一名參與救援的乘務駕駛員於兩星期後因哮喘發作而過身，及後被判定為因勞災殉職。
因整個龍水地區周邊因發生多宗致命的事故，市政府事後要求居住在此區域的民眾須強制搬遷，令此區域短時間內人口大減，也因而令車站的使用人數大幅下跌，列車開始不停靠本站，在2000年3月11日時間表改正時，大部分普通列車通過此站。隨後，慢慢地增加普通列車停站班次。到了2013年的時間表改正時，只有小數普通列車通過（班次大約20至90分鐘一班）。而當不停站的列車遇上列車交會時，列車也不會打開車門。但到了2020年，在冠狀病毒疫情的影響下，使用公共交通的人數大減，使JR九州藉此理由再次削減了停靠本站的列車班次。
現時，車站周邊所有民房，以及位於國道上的個人經營油站等商業設施均已丟空，只留下位於車站旁的山坡上幾個私人墓園。

### 其他前往方法
雖然稱為秘境站，但仍可使用其他交通工具到達。鹿兒島巴士由鹿兒島中央站經國道10號前往重富站的路線巴士，在龍水有設站。班次約為一至兩小時一班。下車後往後步行至「龍水第二踏切」，橫過後沿小路便可到達。至於巴士站前的「龍水第一踏切」則早已被圍封，不可再使用。

## 車站構造

### 站房

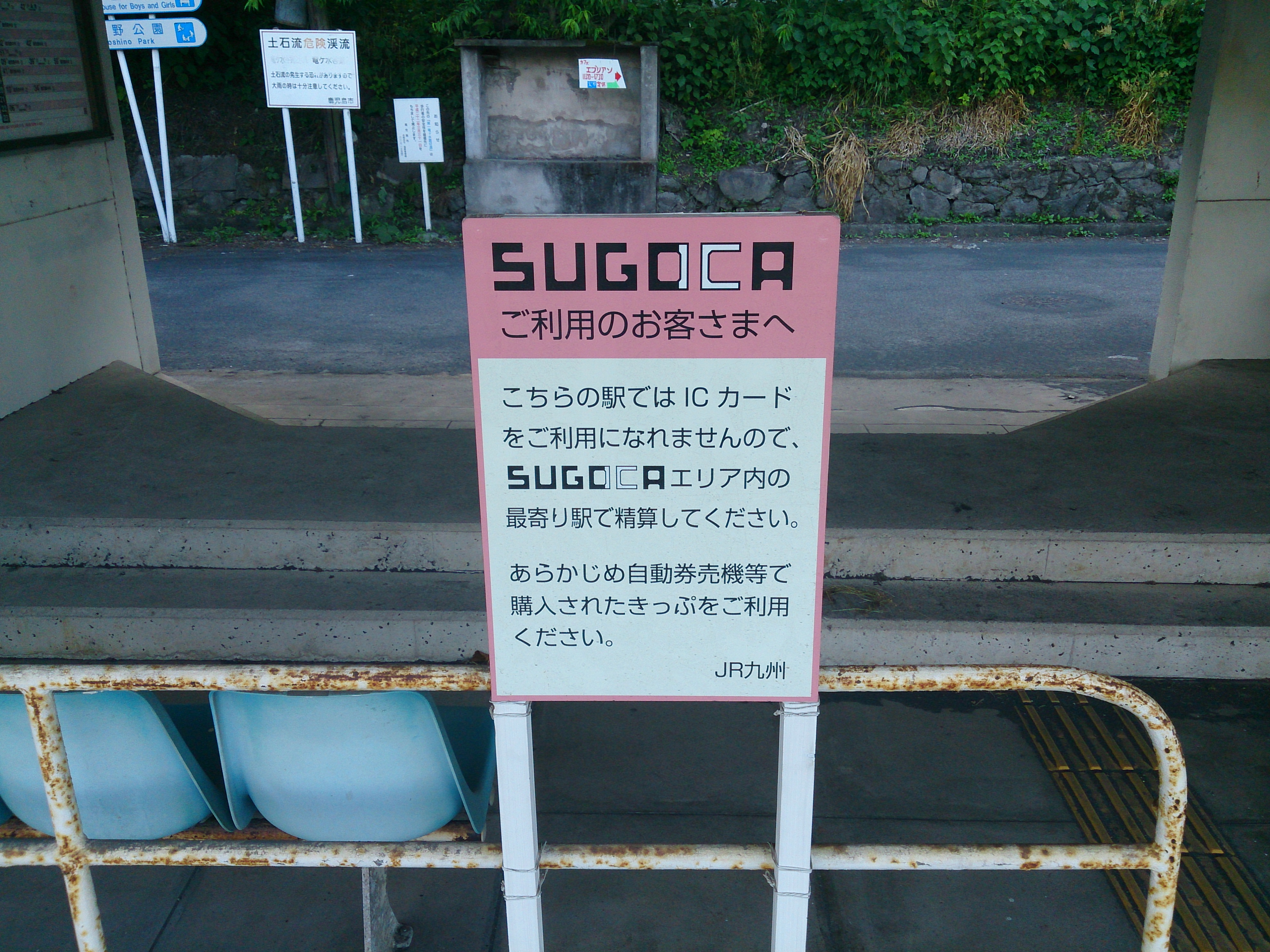
不可使用「SUGOCA」的資訊板

建有一座以水泥建成的單層站房，中間為完全開放式通道暨候車亭，並在靠牆處放置了一張候車長櫈；可直接前往至上行月台。左右兩側皆設有兩間近乎密封式的儲物室，完全不對外開放。站房右側另建有一座以水泥建成的繼電器室。
本站由於使用人次非常少，因此沒有設置售票機。另外，雖然車站位於SUGOCA的鹿兒島區域內，但是此站並沒有裝設任何的IC卡閘機和增值機。站房、驗票口及列車內的廣播都會標示本站不能使用SUGOCA或其他IC卡。又因本路段多為一人控制列車，以及採用不進行車上付款的安排，前往本站的乘客，只能透過預先購買車票的安排付款。或到達有職員的車站時才進行補票安排。

### 月台
設有側式月台2座。靠近山邊的1號月台，有效長度約為7輛；而靠近海邊的2號月台，有效長度則為6輛。月台之間設有行人天橋連接。其中靠近海邊的2號月台中央處設置了一座泥石流災害復原的紀念碑。
由於鄰站重富站與鹿兒島站之間距離較長，因此時常有列車交會情況，特急列車會在此站運轉停車。
| 月台 | 路線      | 上下行 | 方向                                |
| ---- | --------- | ------ | ----------------------------------- |
| 1    | ■日豐本線 | 上行   | 隼人、國分、都城、宮崎方向          |
| 2    | ■日豐本線 | 下行   | 鹿兒島中央、經■鹿兒島本線往川內方向 |

## 歷史
- 1915年8月7日：鐵道院在重富～鹿兒島之間新設龍水站，當時位於鹿兒島郡吉野村（日语：吉野村 (鹿児島県)）大字吉野（日语：吉野 (鹿児島市)）[1][2]，但只辦理客運，沒有貨運服務。
- 1979年10月1日：隨著在南宮崎至鹿兒島站之間引入CTC，成為無人車站。
- 1987年4月1日：國鐵分割民營化，車站由九州旅客鐵道（JR九州）營運。
- 1993年：

- 8月6日：受平成5年8月豪雨影響，西都城站至鹿兒島站一段停駛。另大範圍山泥塌陷把的兩列停靠在本站的列車沖毀並脫軌。
- 9月19日：隨國分站～鹿兒島站之間重新開通而重開。

## 使用狀況
在2015年度，1日平均乘車人次為2人。自2016年度起，JR九州只公佈使用人數首300個車站的人數，本站遠遠未達至公佈實質人數的門檻。
| 年度     | 1日平均 乘車人次 | 1日平均 上下車人次 |
| -------- | ---------------- | ------------------ |
| 2007     | 0.4              | 0.9                |
| 2008     | 0.4              | 1                  |
| 2009     | 0.4              | 1                  |
| 2010     | 0.4              | 1                  |
| 2011     | 0.4              | 1                  |
| 2012     | 0.3              | 1                  |
| 2013     | 少於1人          | 1                  |
| 2014     | 0.4              | 1                  |
| 2015     | 2                | 4                  |
| 2016以後 | 沒有資料         | 沒有資料           |

## 相鄰車站
九州旅客鐵道
■日豐本線
■特急「霧島」
通過
■普通（只有部分列車停站）
重富－龍水－仙巖園
- 在1967年（昭和42年）前，此站與重富站之間曾設有心岳寺臨時乘降場（日语：心岳寺仮乗降場）[2]。

## 外部連結
- JR九州龍水站